# Ділянка сосни звичайної
«Ділянка сосни звичайної» — ботанічна пам'ятка природи місцевого значення. 
Об’єкт знаходиться в межах Зони відчуженя ЧАЕС, Дитятківське лісове відділення ДСВКП «Чорнобильська Пуща», квартал 152, виділи 2, 13. Створено рішенням виконкому Київської області Ради народних депутатів № 118 від 28 лютого 1968 р.
Пам’ятка продставлена лісовими культурами сосни звичайної, створеної у шаховому порядку в 1892 р. професором Алексєевим. Мають наукову цінність.